# Danielle Steel

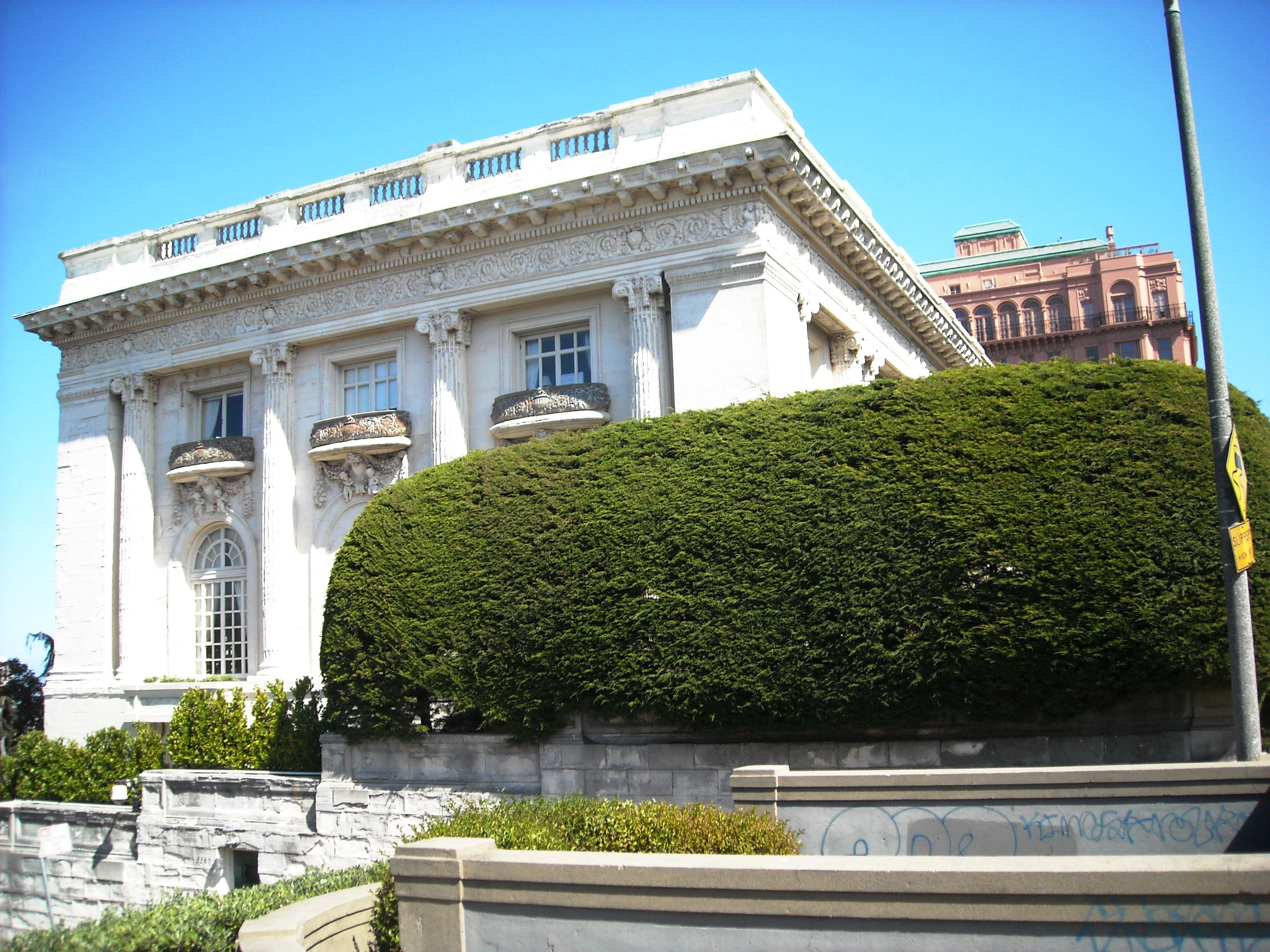
Steels hem i San Francisco.

Danielle Steel, egentligen Danielle Fernandes Dominique Schuelein-Steel, född 14 augusti 1947 i New York i USA, är en amerikansk författare som skrivit 179 böcker (maj 2019) som sålt i över 800 miljoner exemplar. 

## Biografi
Steel skrev sin första roman när hon var 19 år Hon är en av världens bäst säljande författare och är med i Guinness Rekordbok för att ha varit representerad på The New York Times bästsäljarlista 390 veckor i följd. Ett tjugotal av hennes böcker har filmatiserats för TV.
Som arbetsredskap använder hon sig av en Olympia-skrivmaskin och sitter vid ett skrivbord utformat som ryggarna till tre av hennes bästsäljare. Under barnens uppväxtår tvingades Steel skriva på nätterna, men därefter har hennes arbete börjat vid åtta på morgonen och kunnat fortsätta upp till ett dygn i sträck. Läkaren Sophie Bostock har i ett uttalande i The Guardian påpekat att Steel onekligen har en ovanlig dygnsrytm och att hon även kan ha en sällsynt genmutation som gör det möjligt att inte behöva mer än fyra timmars sömn per natt.
Förutom sina romaner har hon skrivit en rad barnböcker och boken En stråle av ljus (His Bright Light), om sin son, Nick Traina, som begick självmord till följd av bipolär sjukdom. Efter sonens död grundade Steel stiftelsen "The Nick Traina Foundation" med syftet att stödja organisationer som arbetar med psykiskt sjuka. Hon har även grundat en annan stiftelse som arbetar för hemlösa.
Steel bor i San Francisco och Paris och ger sällan intervjuer. Under ett par år drev hon ett konstgalleri.

### Barnböcker
- Martha's New Daddy, Delacorte Books, 1989, ISBN 9780385297998
- Max and the Babysitter, Delacorte Books, 1989, ISBN 9780385297967
- Martha's Best Friend, Delacorte Books, 1989, ISBN 9780385298018
- Max's Daddy Goes to the Hospital, Delacorte Books, 1989, ISBN 9780385297974
- Max's New Baby, Delacorte Books, 1989, ISBN 9780385297981
- Martha's New School, Delacorte Books, 1989, ISBN 9780385298001
- Max Runs Away, Delacorte Books, 1990, ISBN 9780385302135
- Martha's New Puppy, Delacorte Books, 1990,ISBN 9780385301664
- Max and Grandma and Grampa and Winky, Delacorte Press, 1991, ISBN 9780385301657
- Martha and Hilary and the Stranger, Delacorte Books, 1991, ISBN 9780385302128
- Freddie's Trip, Yearling, 1992, ISBN 9780440405733
- Freddie's First Night Away, Yearling, 1992, ISBN 9780440405740
- Freddie and the Doctor, Yearling, 1992, ISBN 9780440405757
- Freddie's Accident, Yearling, 1992, ISBN 9780440405764
- The Happiest Hippo in the World (bilderbok), Harper Collins, 2009, ISBN 9780061578991
- Pretty Minnie in Paris (bilderbok), Doubleday Books, 2014, ISBN 9780375971822
- Pretty Minnie in Hollywood (bilderbok), Doubleday Books, 2015, ISBN 9780553537574

### Biografier
- Having a Baby (tillsammans med Diana Bert, Susan Keel, Mary Oei, Jan Yanehiro, Katherine Dusay och Averil Haydock), Delacorte Press, 1984, ISBN 9780385293341
- En stråle av ljus : Berättelsen om Nick Traina (His Bright Light, översatt av Barbro Tidholm), B. Wahlström 1999 ISBN 913232412X
- Offrir l'espoir, Presses de la cité, 2010, ISBN 9782258085206
  - (på engelska: A Gift of Hope: Helping the Homeless, Delacorte Press, 2012, ISBN 9780345531360)
- Pure Joy: The Dogs We Love, Delacorte Press, 2013, ISBN 9780345543752

### Poesi
- Love: Poems, Delacorte Press, 1984, ISBN 9780385293631

### Romaner (på svenska)

#### 1980-talet
- Löftet (The Promise, översatt av Gunnel Jacobsson), Harlekin, cop. 1981, ISBN 91-7600-168-7
- Gyllene band (The ring, översatt av Barbro Tidholm), B. Wahlström, 1982, ISBN 91-32-50967-7
- För alltid (Season of passion, översatt av Carla Wiberg), B. Wahlström, 1982, ISBN 9132509588
- Att våga älska igen ('To love again, översatt av Barbro Tidholm), B. Wahlström, 1982, ISBN 91-32-31033-1
- Men det kommer en morgondag (Going home, översatt av Gunilla Bertili), B. Wahlström, 1983, ISBN 9132420374
- Drömmar (Remembrance, översatt av Barbro Tidholm), B. Wahlström, 1983, ISBN 91-32-31060-9
- Tid av lycka (Crossings, översatt av Eva Larsson), B. Wahlström, 1984, ISBN 91-32-31097-8
- Och när sommaren är slut? (Summer's end, översatt av Lillemor Boström), B. Wahlström, 1984, ISBN 91-32-31089-7
- Löftenas hus (Thurston house, översatt av Lillemor Boström), B. Wahlström, 1985, ISBN 91-32-31217-2
- Förhållanden (Full circle, översatt av Birgitta Lundberg), B. Wahlström, 1985, ISBN 91-32-31246-6
- Det är aldrig försent (Now and forever, översatt av Solveig Busch), B. Wahlström, 1985, ISBN 91-32-31259-8
- På kärlekens villkor (Passion's promise, översatt av Solveig Busch), B. Wahlström, 1986, ISBN 91-32-31335-7
- Kanske en dag (A perfect stranger, översatt av Ingrid Berglöf), B. Wahlström, 1986, ISBN 91-32-31285-7
- Om och om igen (Loving, översatt av Britt-Marie Thieme), B. Wahlström, 1987, ISBN 91-32-31385-3
- En familjesaga (Family album, översatt av Barbro Tidholm), B. Wahlström, 1987, ISBN 91-32-31348-9
- Vandringslust (Wanderlust, översatt av Aina Larsson), Bra böcker, 1988
- Kalejdoskop (Kaleidoscope, översatt av Barbro Tidholm), B. Wahlström, 1988, ISBN 9132314620
- Förändringar (Changes, översatt av Louise Burger), B. Wahlström, 1988, ISBN 91-32-31397-7
- En gång i livet (Once in a lifetime, översatt av Britt-Marie Thieme), B. Wahlström, 1988, ISBN 91-32-31393-4
- I ljus och skugga (Fine things, översatt av Louise Burger), B. Wahlström, 1989, ISBN 9132314841
- Hemligheter (Secrets, översatt av Nina Lunabba), B. Wahlström, 1989, ISBN 9132315090

#### 1990-talet
- Zoya (Zoya, översatt av Carla Wiberg), B. Wahlström, 1990, ISBN 9132315481
- Star (Star, översatt av Gun Amelin), B. Wahlström, 1990, ISBN 9132315287
- Palomino (Palomino, översatt av Elisabet Berg), B. Wahlström, 1990, ISBN 9132315244
- Pappa (Daddy, översatt av Gun Amelin), B. Wahlström, 1991, ISBN 9132315732
- Den största kärleken (No greater love, översatt av Aina Larsson), B. Wahlström, 1992, ISBN 9132316585
- Hjärtat slår (Heartbeat, översatt av Barbro Tidholm), B. Wahlström, 1992, ISBN 9132316402
- Brev från Vietnam : kärlek i krigets skugga (Message from Nam., översatt av Britt-Marie Thieme), B. Wahlström, 1992, ISBN 9132316437
- Lyckans lotteri (Mixed blessings, översatt av Barbro Tidholm), B. Wahlström, 1993, ISBN 9132317506
- Juveler (Jewels, översatt av Nina Lunabba), B. Wahlström, 1993, ISBN 9132317743
- Försvunnen (Vanished, översatt av Britt-Marie Thieme), B. Wahlström, 1994, ISBN 9132318693
- Kollisioner (Accident, översatt av Barbro Tidholm), B. Wahlström, 1995, ISBN 913231972X
- Gåvan (The gift, översatt av Britt-Marie Thieme), B. Wahlström, 1995, ISBN 9132319355
- Vingar (Wings, översatt av Barbro Tidholm), B. Wahlström, 1996, ISBN 9132320558
- Blixt från klar himmel (Lightning, översatt av Louise Thulin), B. Wahlström, 1996, ISBN 9132321058
- Med ont uppsåt (Malice, översatt av Nina Lunabba), B. Wahlström, 1997, ISBN 9132321562
- Fem dagar i Paris (Five days in Paris, översatt av Barbro Tidholm), B. Wahlström, 1997, ISBN 9132321414
- Tyst stolthet (Silent honor, översatt av Barbro Tidholm), B. Wahlström, 1998, ISBN 913232264X
- Ranchen (The ranch, översatt av Inger Wadman), B. Wahlström, 1999, ISBN 9132323557
- En dyrbar gåva (Special delivery, översatt av Britt-Marie Thieme), B. Wahlström, 1999, ISBN 9132323476

#### 2000-talet
- Den långa vägen hem (The long road home, översatt av Barbro Tidholm), B. Wahlström, 2000, ISBN 9132324839
- Klonen och jag (The klone and I, översatt av Barbro Tidholm), B. Wahlström, 2000, ISBN 9132324820
- Gengångaren (The ghost, översatt av Barbro Tidholm), B. Wahlström, 2000, ISBN 9132324812
- Spegelbilder (Mirror image, översatt av Barbro Tidholm), B. Wahlström, 2001, ISBN 9132325754
- Granny Dan (Granny Dan, översatt av Bodil Svensson), B. Wahlström, 2001, ISBN 9132325916
- Bitterljuvt (Bittersweet, översatt av Solveig Rasmussen), B. Wahlström, 2001, ISBN 9132325908
- Obetvingliga krafter (Irresistible forces, översatt av Barbro Tidholm), B. Wahlström, 2002, ISBN 91-32-32680-7
- Huset på Hope Street (The house on Hope Street, översatt av Karin Andræ), B. Wahlström, 2002, ISBN 91-32-32665-3
- Bröllopet (The wedding, översatt av Britt-Marie Thieme), B. Wahlström, 2002, ISBN 91-32-32681-5
- Resan (Journey, översatt av Barbro Tidholm), B. Wahlström, 2003, ISBN 91-32-32861-3
- Våga språnget (Leap of faith, översatt av Karin Andræ), B. Wahlström, 2003, ISBN 91-32-32862-1
- Fri som fågeln (Lone eagle, översatt av Britt-Marie Thieme), B. Wahlström, 2003, ISBN 91-32-32817-6
- Kyssen (The kiss, översatt av Barbro Tidholm), B. Wahlström, 2004, ISBN 91-32-32956-3
- Villan (The cottage, översatt av Britt-Marie Thieme), B. Wahlström, 2004, ISBN 91-32-32979-2
- Solnedgång över Saint-Tropez (Sunset in St. Tropez, översatt av Inger Wandman), B. Wahlström, 2004, ISBN 91-32-33007-3
- Dejtingleken (Dating game, översatt av Inger Wadman), B. Wahlström, 2005, ISBN 91-32-33129-0
- Bönhörd (Answered prayers, översatt av Barbro Tidholm), B. Wahlström, 2005, ISBN 91-32-33131-2
- Den trygga hamnen (Safe harbour, översatt av Barbro Tidholm), B. Wahlström, 2006, ISBN 91-32-33234-3
- Kidnappad (Ransom, översatt av Britt-Marie Thieme), B. Wahlström, 2006, ISBN 91-32-33269-6
- Ängeln Johnny (Johnny angel, översatt av Britt-Marie Thieme), B. Wahlström, 2006, ISBN 91-32-33109-6
- En andra chans (Second chance, översatt av Barbro Tidholm), B. Wahlström, 2007, ISBN 978-91-32-33375-0
- En omöjlig kärlek (Impossible, översatt av Britt-Marie Thieme), B. Wahlström, 2007, ISBN 978-91-32-33376-7
- Ekon (Echoes, översatt av Barbro Tidholm), B. Wahlström, 2007, ISBN 978-91-32-33374-3
- Farliga ogifta män (Toxic bachelors, översatt av Barbro Tidholm), Damm förlag, 2008, ISBN 978-91-7351-285-5
- Mirakel (Miracle, översatt av Britt-Marie Thieme), Damm, 2008, ISBN 978-91-7351-319-7
- Lyckans nyckel (The house, översatt av Barbro Tidholm), Damm, 2008, ISBN 978-91-7351-371-5
- Systrar (Sisters, översatt av Britt-Marie Thieme), Damm, 2009, ISBN 978-91-7351-448-4
- Ers kungliga höghet (H.R.H., översatt av Barbro Tidholm), Damm, 2009, ISBN 978-91-7351-447-7
- Balen (Coming out, översatt av Gunilla Berg), Damm, 2009, ISBN 978-91-7351-446-0

#### 2010-talet
- Var sann mot dig själv (Honor thyself, översatt av Britt-Marie Thieme), Damm, 2010, ISBN 9789173516747
- Bungalow nr 2 (Bungalow 2, översatt av Barbro Tidholm), Damm, 2010, ISBN 9789173516280
- Amazing grace (Amazing grace, översatt av Karin Andræ),  Damm, 2010, ISBN 9789173516549
- Charmören (Rogue, översatt av Britt-Marie Thieme), Damm, 2011, ISBN 9789173517423
- En god kvinna (A good woman, översatt av Britt-Marie Thieme), Damm, 2011, ISBN 9789173517768
- En dag i taget (One day at a time, översatt av Britt-Marie Thieme), Damm, 2012, ISBN 9789173518291
- Hjärtats angelägenheter (Matters of the heart, översatt av Britt-Marie Thieme), Damm, 2012, ISBN 9789173518536
- Söderns hjärta (Southern lights, översatt av Britt-Marie Thieme), Damm, 2013, ISBN 9789175370392
- Storasystern (Big girl, översatt av Britt-Marie Thieme), Massolit förlag, 2014, ISBN 9789187783128